# RNF170
RNF170 (англ. Ring finger protein 170) – білок, який кодується однойменним геном, розташованим у людей на 8-й хромосомі. Довжина поліпептидного ланцюга білка становить 258 амінокислот, а молекулярна маса — 29 815.
| 10         |  | 20         |  | 30         |  | 40         |  | 50         |
| ---------- |  | ---------- |  | ---------- |  | ---------- |  | ---------- |
| MAKYQGEVQS |  | LKLDDDSVIE |  | GVSDQVLVAV |  | VVSFALIATL |  | VYALFRNVHQ |
| NIHPENQELV |  | RVLREQLQTE |  | QDAPAATRQQ |  | FYTDMYCPIC |  | LHQASFPVET |
| NCGHLFCGAC |  | IIAYWRYGSW |  | LGAISCPICR |  | QTVTLLLTVF |  | GEDDQSQDVL |
| RLHQDINDYN |  | RRFSGQPRSI |  | MERIMDLPTL |  | LRHAFREMFS |  | VGGLFWMFRI |
| RIILCLMGAF |  | FYLISPLDFV |  | PEALFGILGF |  | LDDFFVIFLL |  | LIYISIMYRE |
| VITQRLTR   |  |            |  |            |  |            |  |            |

A: Аланін

C: Цистеїн

D: Аспарагінова кислота

E: Глутамінова кислота

F: Фенілаланін

G: Гліцин

H: Гістидин

I: Ізолейцин

K: Лізин

L: Лейцин

M: Метіонін

N: Аспарагін

P: Пролін

Q: Глутамін

R: Аргінін

S: Серин

T: Треонін

V: Валін

W: Триптофан

Кодований геном білок за функцією належить до трансфераз. 
Задіяний у таких біологічних процесах, як убіквітинування білків, альтернативний сплайсинг. 
Білок має сайт для зв'язування з іонами металів, іоном цинку. 
Локалізований у мембрані, ендоплазматичному ретикулумі.